# Потоцькі
Пото́цькі гербів Пилява (пол. Potoccy herbu Pilawa), Любич, Остоя, Шеліга, Шренява, Яніна — польські шляхетські, магнатські роди. Представники родів Потоцьких — державні діячі, воєначальники, діячі культури — відіграли важливу роль у історії Королівства Польського, Речі Посполитої, України. Частина представників роду володіла графськими титулами Австрійської (з 1867 року Австро-Угорської) та Російської імперій також належне роду селище Потоцькі.

## ПотоцькігербуПилява

### Походження
Походять, за даними, із села Потоцьке біля міста Єнджеюва (пол. Potok), прізвище утворене від цього топоніму. Предком роду був Жирослав із Потока (* близько 1136), однак ця легенда не знайшла документального підтвердження. Від дітей його сина Олександра (?) походять шляхетські роди Москожевських, Станіславських, Творовських, Боровських і Стословських.
Якуб Потоцький з Потоку коло Єнджеюва (~1481 — 1551) започаткував магнатську лінію роду (власне Потоцьких герба Пилява).
Магнатська лінія поділяється на три основні гілки:
- «Залізна Пилява» (пол. «Żelazna Pilawa»);
- «Гетьманська лінія» або «Срібна Пилява» (пол. «Linia hetmańska»/«Srebrna Pilawa»);
- «Лінія примасів» або «Золота Пилява» (пол. «Linia Prymasowa»/«Złota Pilawa»).

У домініканському костелі Золотого Потоку існувала пам'ятна таблиця з епітафією Родини Потоцьких:

Gentilico Cineri|POTOCIORUM|QUORUM|Nomen in Patria vetustum,|Gloria semper fuit viridis,|Sinceritas ubique probata.|Quietem Sacram,|A Conditore pacis & quietis,|A Conservatore animarum & lucis,|Ab inspiratione vitalis & perpetui Spiritus,|Precamur, optamus.|Sint regnentque cum Deo,|Vivorum perenne antidotum,|IN CHRISTO.|Mortuorum solacium,|Amen. Шимон Старовольський відвідав Бучач, Потік Золотий Біржай (пол. Birże) на межи 1640–1650 років; записав (завдяки цьому збереглись) тексти надгробних та пам'ятних епітафій Потоцьким в костелах цих міст.
«Залізну Пиляву» вважають найстарішою. «Золота Пилява» отримала графський титул від імператора Священної Римської імперії Рудольфа ІІ Габсбурґа 1606 року. Інші «пиляви» почали використовувати титул графів після поділів Польщі.

### Представники

Варіант гербу Остоя

Варіант гербу Яніна

- Суліслав — каштелян сандомирський
- Суліслав — каштелян завихостський
- Влостко — дідич Потоку, віслицький каштелян 1366,
- Якуб — каштелян радомський 1398
- Бернард, згаданий 1435[4]

### Срібна Пилява (або Гетьманська гілка)

Герб Срібна Пилява.

- Якуб (бл. 1481–1551) — галицький підкоморій, осадник у Галичині
  - Миколай (1512–1572) — стражник коронний
    - Ян (1555–1611) — староста генеральний подільський, брацлавський воєвода
    - Якуб († 1612/1613) — староста генеральний подільський, брацлавський воєвода
      - Миколай (1593–1651) — великий гетьман коронний
        - Пйотр — брацлавський воєвода
        - Стефан — староста ніжинський

    - Анджей — кальвініст
      - Миколай (†1613)
      - Станіслав Ревера (1579–1667) — гетьман великий коронний
        - Анджей (†1692) — полководець, учасник Конотопської битви, розбудовник Станиславова
          - Юзеф (†1751) — великий гетьман коронний
            - Станіслав (1698–1760) — познанський воєвода
              - Юзеф — крайчий коронний
                - Ян «Непомуцен» (1761–1815) — драматург, романіст, історик
                  - Альфред Войцех
                    - Альфред Юзеф (1817–1889) — маршалок Галицького Сейму
                      - Юзеф Миколай (1862–1922) — австрійський камергер, член Державної думи Російської імперії
                        - Роман-Антоній (1893–1971)

                  - Артур Станіслав
                    - Адам Юзеф
                      - Анджей Казімеж (1861–1908) — галицький польський політичний діяч

                - Северин Антоній (1762–1829) — член Державної ради Російської імперії, сенатор, дійсний статський радник

        - Фелікс Казімеж (1630 — 15 травня 1702) — польський шляхтич гербу Пилява, військовий і державний діяч Речі Посполитої.
          - Міхал — волинський воєвода
          - Станіслав Владислав (помер у 1732 р.) — белзький воєвода. Володар Винники (біля Львова) 1730—1732 рр.[5]
          - Маріанна (Яблоновська, Тарло) (?—1749) — воєводина люблінська і володарка Винники (біля Львова) на початку XVIII ст.; мати — Кристина Любомирська (пом. 1669 р.). Дід — Станіслав Ревера Потоцький[6]
          - Юзеф (? —1723) — стражник великий коронний, белзький та ропчицький староста, другий син Фелікса Казимира.
            - Франциск Салезій (1700—1772 рр.) — гербу Пилява, київський і волинський воєвода. Володар Винники (біля Львова) 1732—1750 рр.[5]
              - Станіслав Щенсний
                - Мечислав  — авантюрист

            - Єжи — тлумацький староста, 4-й син Фелікса Казимира
              - Евстахій
                - Станіслав Костка (1755–1821) — польський політик, генерал; дружина — Олександра Потоцька (1760–1836) — донька Станіслава Любомирського
                  - Анна з Тишкевичів Потоцька (1779–1867) — авторка мемуарів про Наполеона I (невістка Станіслава Костки Потоцького).

                - Іґнацій Роман (1750–1809) — один із творців Конституції 3 травня 1791.

              - Мар'ян
              - Пелагея, дружина Юзефа Потоцького (каштеляна)
              - Катажина, дружина Станіслава Коссаковського, дідичка міста Станіславова

  - Анджей (1572/1575) — ротмістр
  - Станіслав
    - Ян (пом. 1627) — тлумацький староста
      - Маріанна, дружина коронного крайчого Войцеха Станіслава Весселя

### Золота Пилява (або Примасівська гілка)

Герб Золота Пилява примаської гілки.

##### Представники
- Стефан (1568–1631) — генерал Подільської землі, засновник Золотого Потоку, син стражника коронного Миколая Потоцького
  - Павел (? — 1674) — син Стефана Потоцького. Кам'янецький каштелян, засновник примасівської гілки
    - Юзеф Станіслав — польський шляхтич, військовик, урядник Речі Посполитої.
      - Ян Кантій — польський шляхтич.
        - Теодор Потоцький — Смотрицький староста, останній белзький воєвода (1791–1795).
          - Адам Потоцький

      - Міхал Францішек
      - Зофія
        - Станіслав Коссаковський

    - Олександр Ян
      - Юзеф
        - Іґнацій — староста канівський, канонік краківський,
        - Юзеф Макарій — староста галицький, чорштинський,
        - Домінік — староста сокольницький, дружина — Анна Домініка, донька вінницького та уланівського старости Юзефа Чосновського,
        - Францішек Пйотр — староста щирецький, шеф реґіменту Потоцьких,
        - Павел (близнюк Каєтана) — канонік краківський, схоластик катедральний луцький, дідич Бучача,
        - Каєтан — канонік ґнєзненський, краківський, дідич Бучача, Порохової, фундатор костелу в містечку Бариші,
        - Ян — староста канівський з 1782 р., дідич Бучача,
        - Пелаґія Маріанна — дружина литовського крайчого Зиґмунта Ґрабовського.

    - Петро-Ян (1679–1726) — син Павла Потоцького, чернігівський воєвода
    - Стефан — львівський староста
      - Іґнацій
        - Александр Потоцький
          - Міхал (1790—1855)
            - Томаш (1809–1861) — офіцер польського війська, міністр землеробства, намісник Галичини.

  - Ян — брацлавський воєвода
    - Стефан Александер
      - Микола Василь (1706/1712—1782) — белзький воєвода, меценат (пам'ятки архітектури в Бучачі, Львові, Почаєві та ін.)

### ПотоцькігербуЛюбич

Варіант гербу Любич

#### Представники
- Мечислав — граф, мистецтвознавець, організатор служби з консервації пам'яток Східної Галичини.[7]
- Северин — доброчинець Бердичівського кармелітського монастиря[8]
- Анджей — вінницький староста, син Северина
- Йоанна гербу Любич — донька овруцького старости, дружина новогрудського та уланівського старости Єжи Пясечинського, Никодима Казимира Воронича[9]

### ПотоцькігербуОстоя
- Єнджей — діяч у Великопольщі
- Казімєж — монах-домініканець

### ПотоцькігербуШренява
- Юрій (Єжи) — підчаший холмський

### ПотоцькігербуШеліга
- Ян — згаданий в Опочинських гродських книгах

### ПотоцькігербуЯніна
Були представлені в Люблінському воєводстві.
- Якуб — дідич Потоку в Люблінському воєводстві

## Резиденції Потоцьких

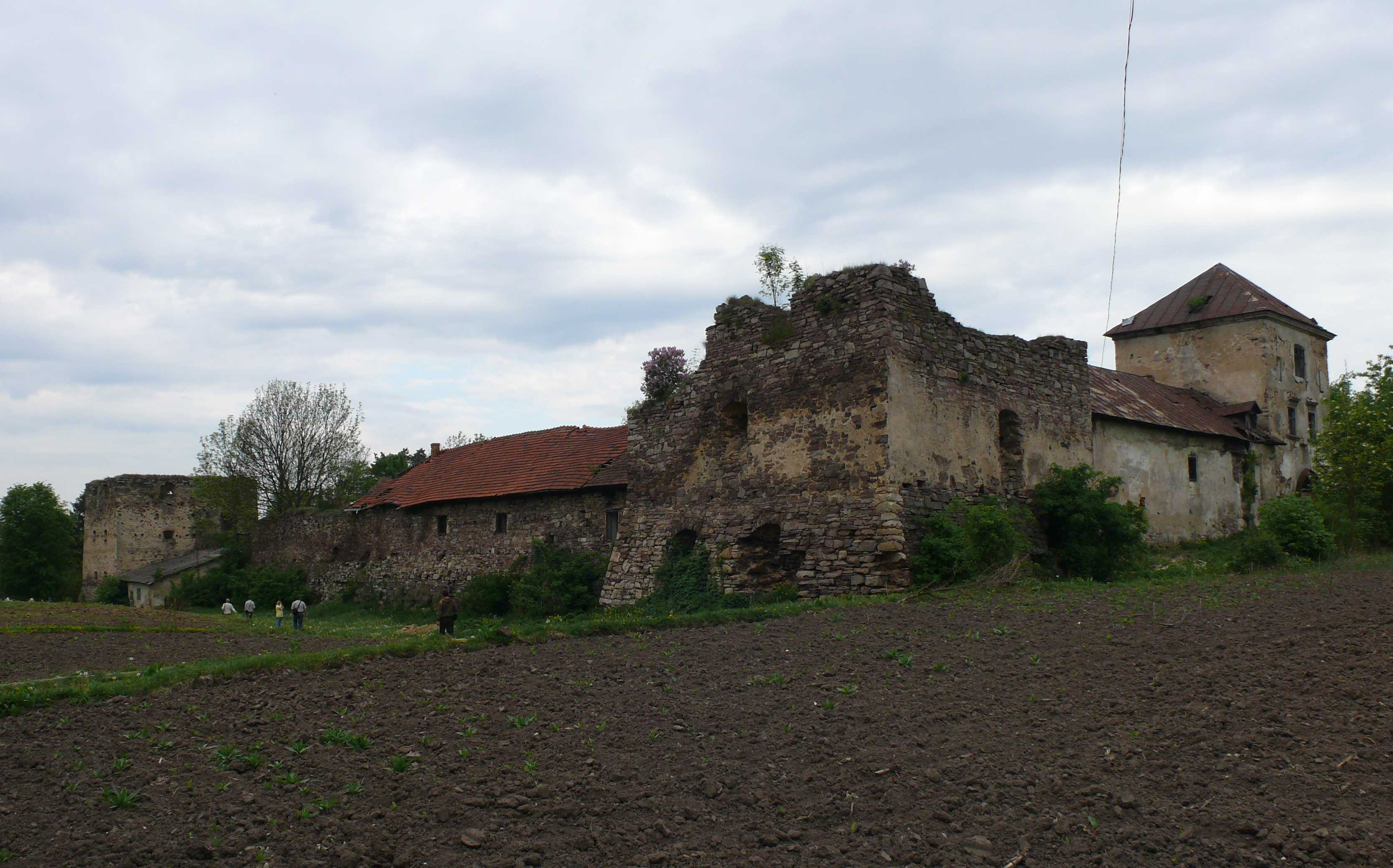
Золотопотіцький замок
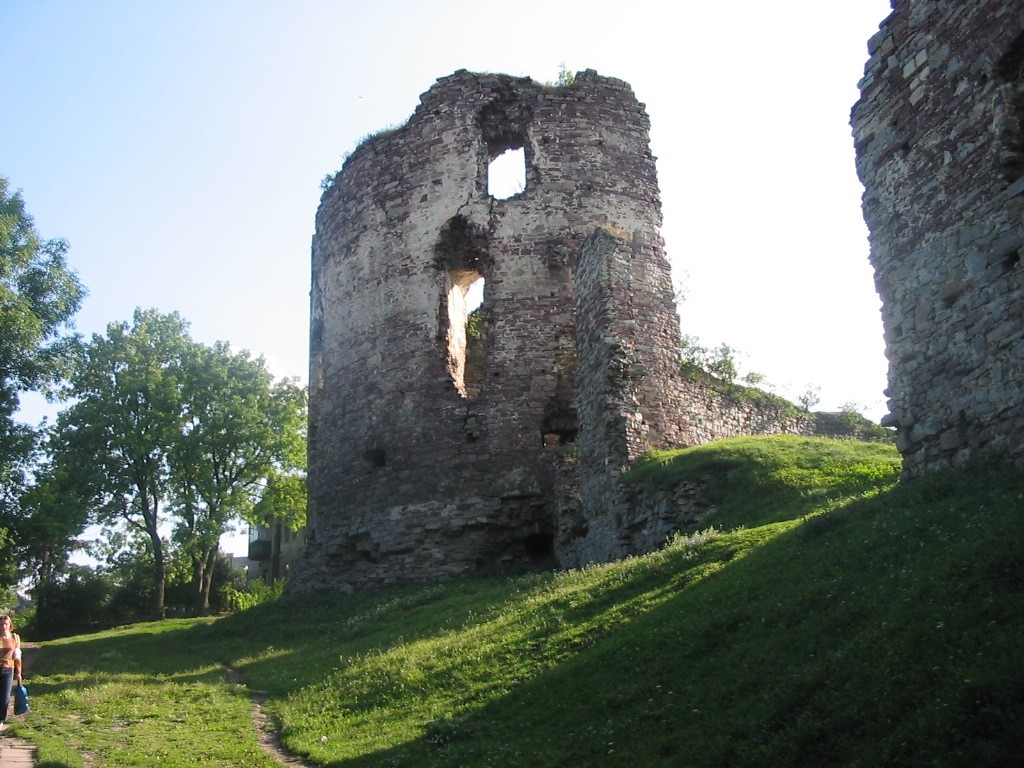
Руїни Бучацького замку
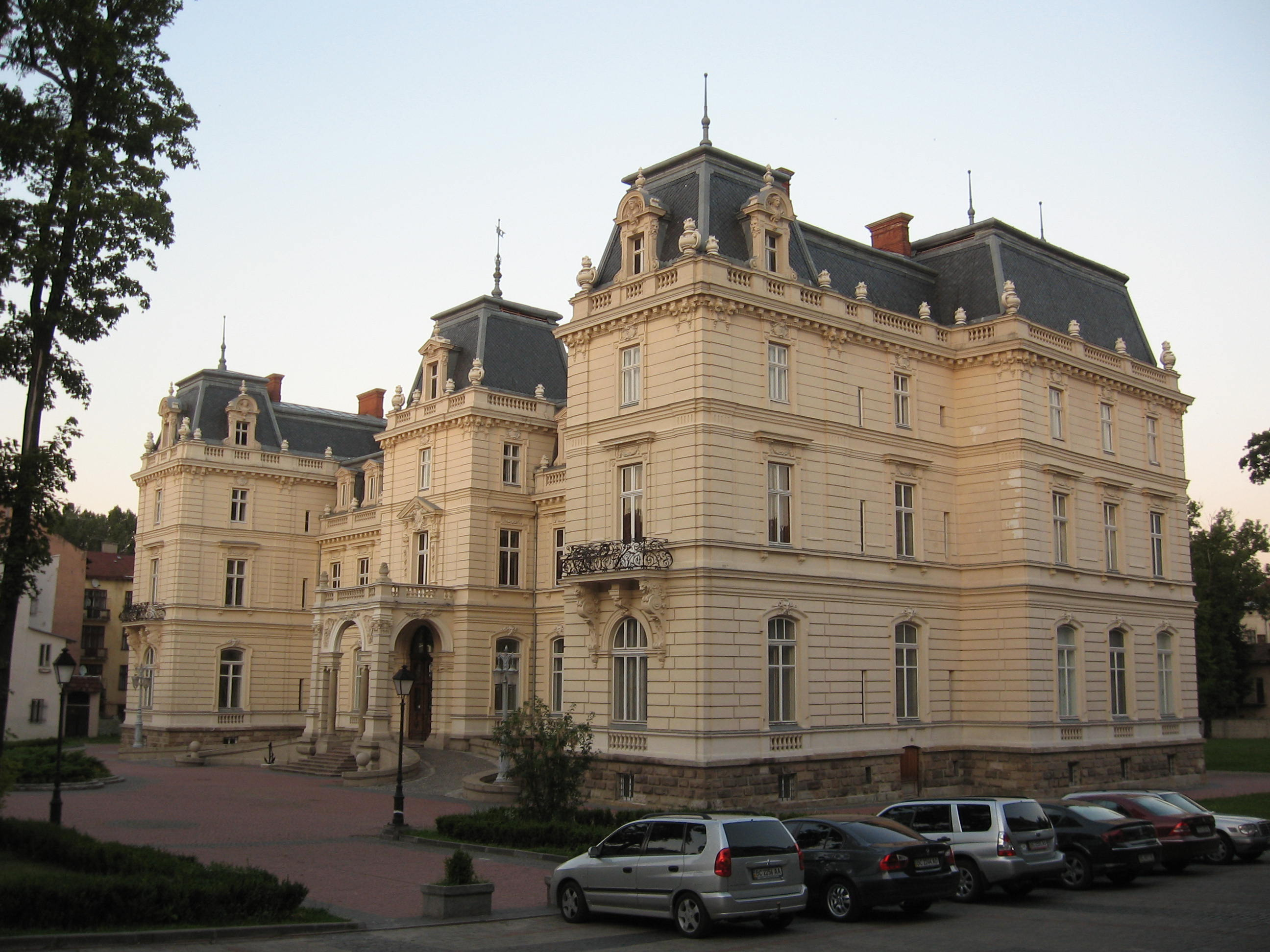
Палац Потоцьких у Львові
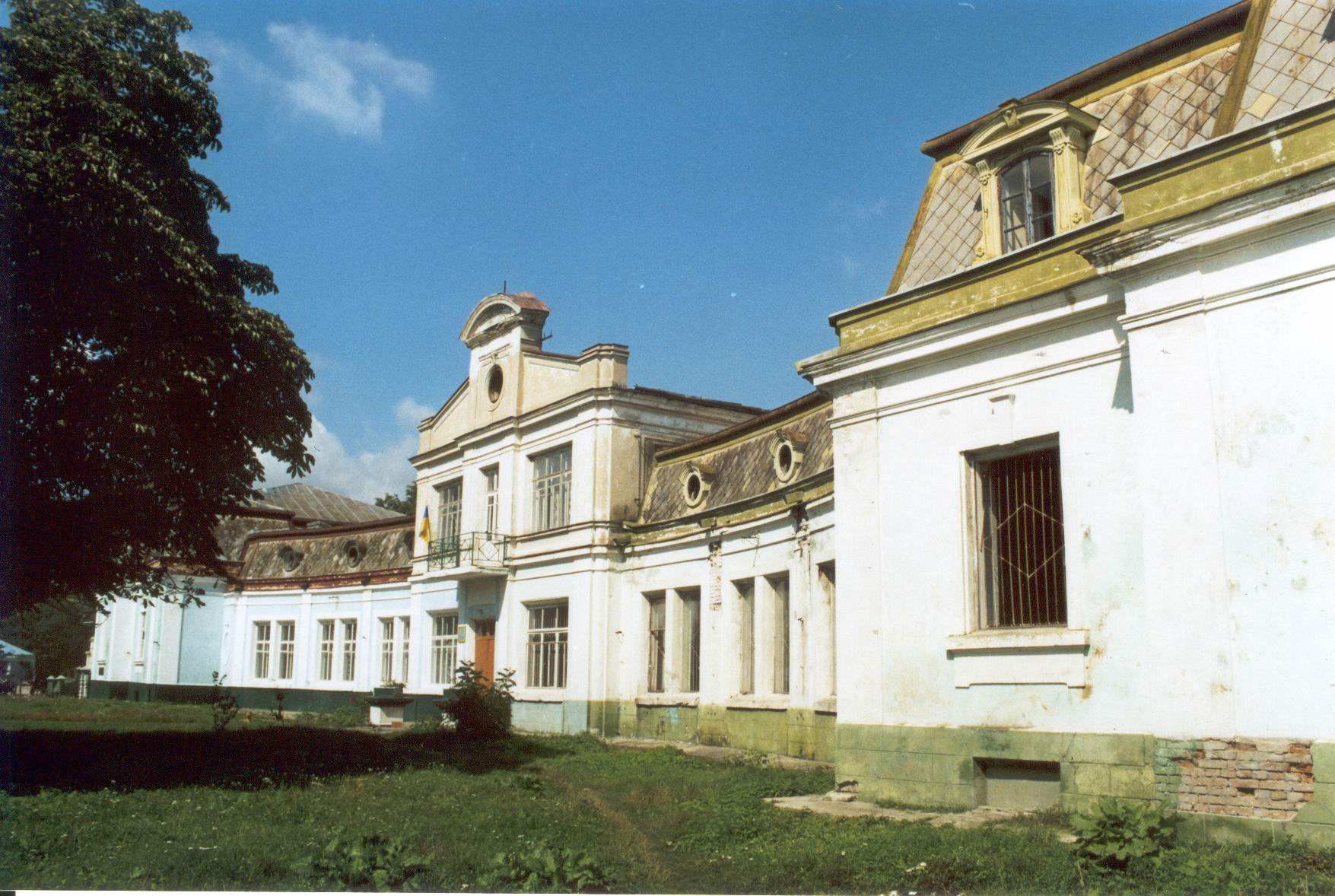
Возівня знищеного палацу Потоцьких у Антонінах
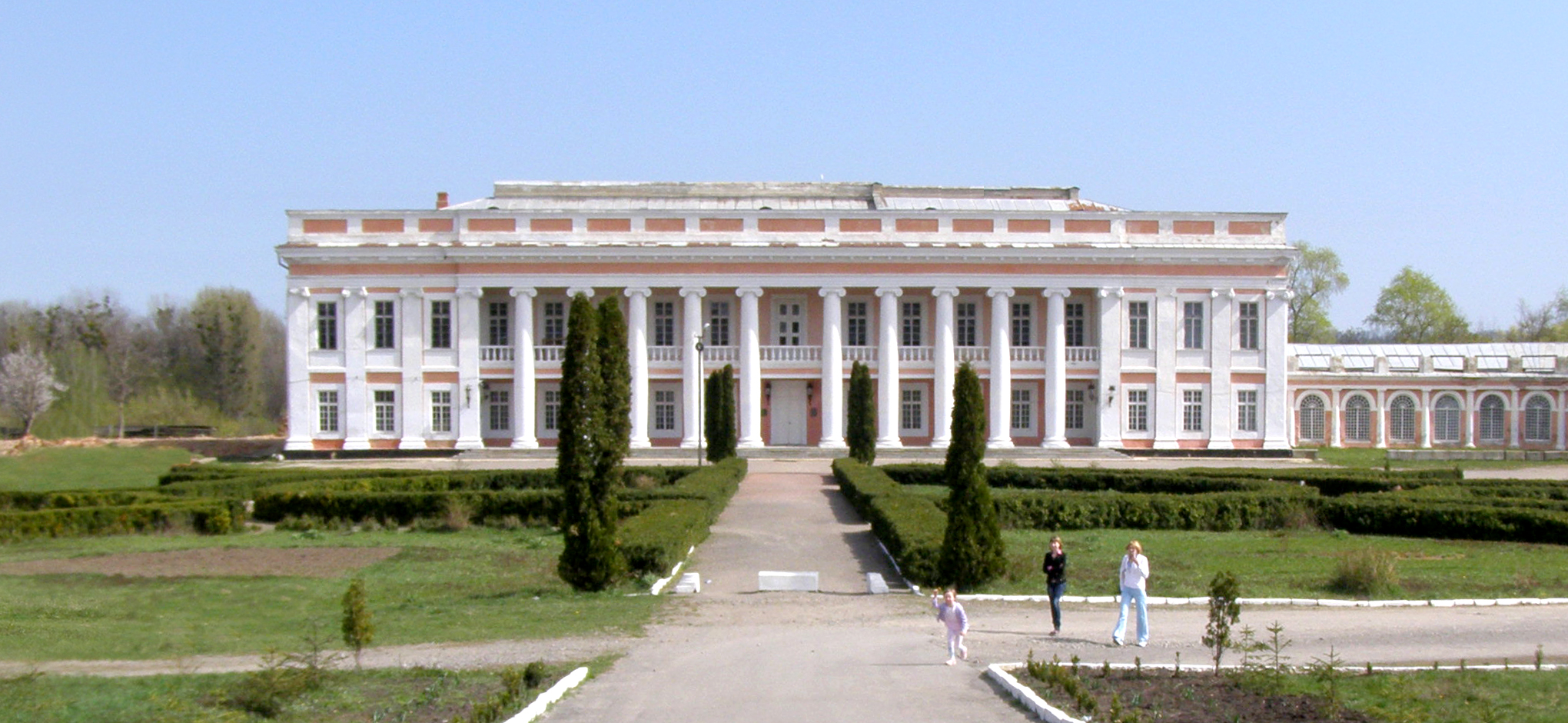
Палац Потоцьких (Тульчин)
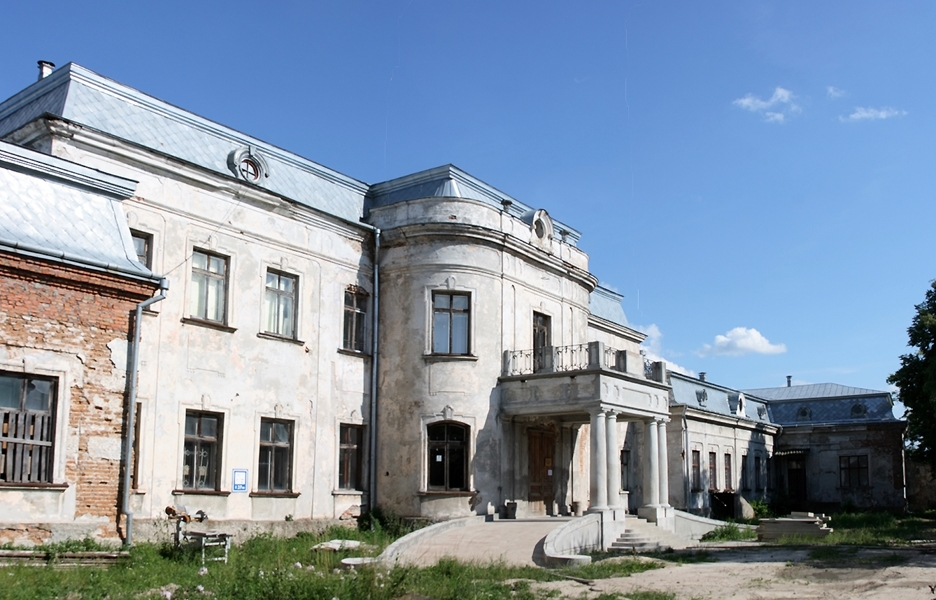
Палац Потоцьких у  Шептицькому
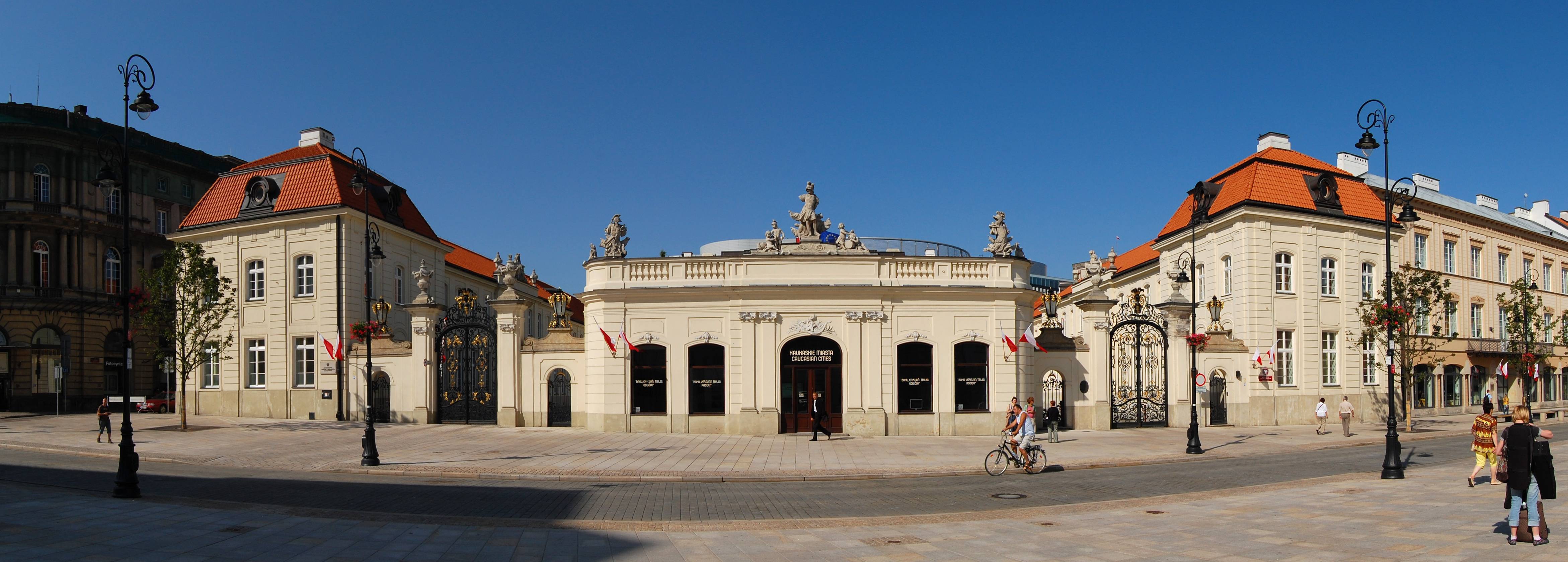
Палац Потоцьких у Варшаві
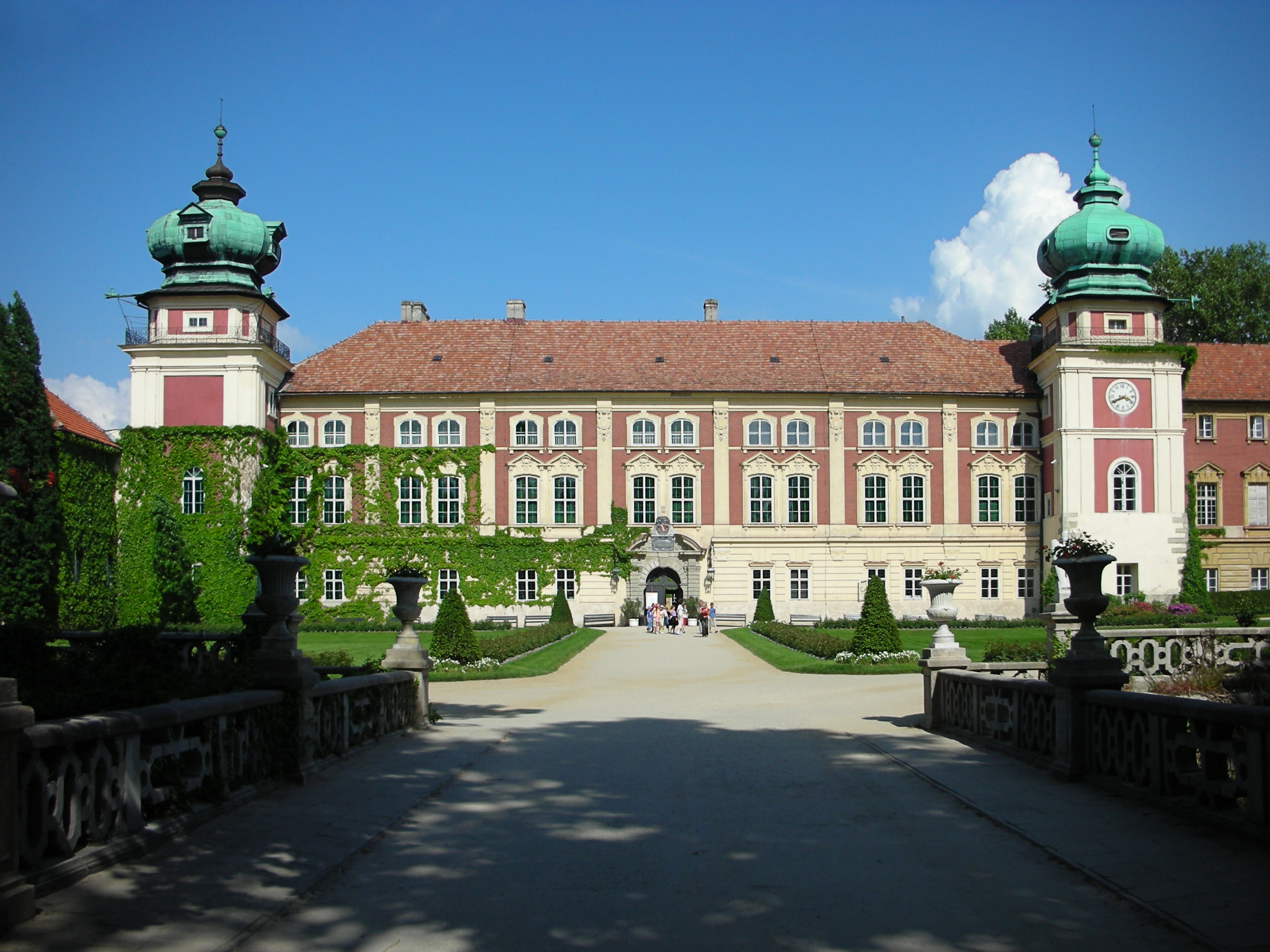
Ланьцутський замок
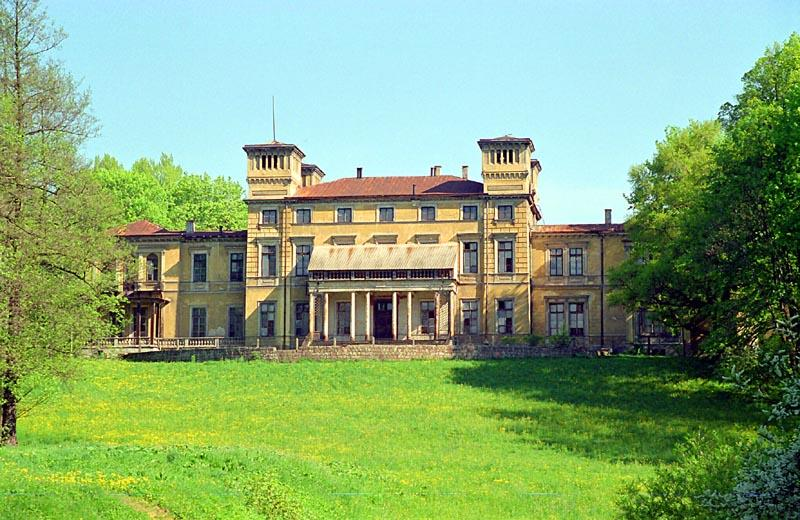
Палац Потоцьких у Кшешовіце
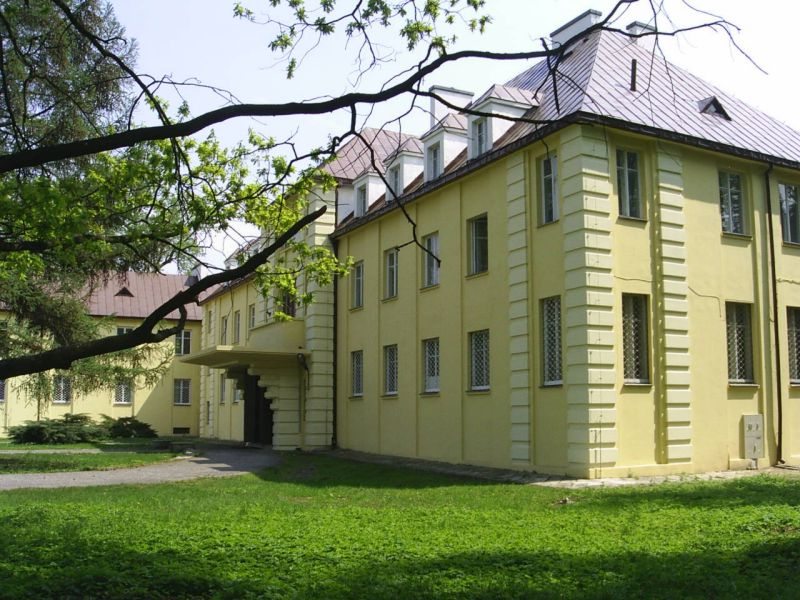
Палац Потоцьких у Мєндзижец-Подляскі
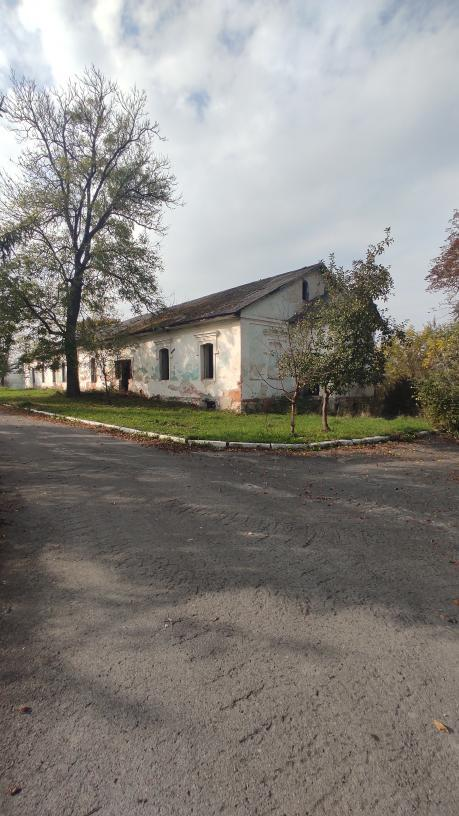
Палац Потоцьких у Смотричі